# Sofia Amália de Holsácia-Gottorp
Sofia Amália (em alemão:  Sophie Amalie von Schleswig-Holstein-Gottorp; Eslésvico, 19 de fevereiro de 1670 – Hanôver, 27 de fevereiro de 1710) foi uma princesa alemã da Casa de Holsácia-Gottorp e a segunda esposa do duque Augusto Guilherme de Brunsvique-Luneburgo. Era a filha mais velha do duque Cristiano Alberto de Holsácia-Gottorp e da princesa Frederica Amália da Dinamarca, filha do rei Frederico III da Dinamarca.

## Casamento
Em 7 de julho de 1695, casou-se em Gottorp com Augusto Guilherme, Duque de Brunsvique-Luneburgo (1662–1731). Em memória ao evento, o medalhista Christian Wermuth fez um duplo medalhão com os retratos do duque e com um escudo que pendura o leão norueguês rodeado de corações em uma palmeira. O casamento, que foi o segundo do duque e permaneceu sem filhos. Durante uma viagem para a Dinamarca e a Suécia o tio de Sofia Amália, o rei Cristiano V da Dinamarca, condecorou seu marido com a Ordem do Elefante.
Sofia Amália morreu aos quarenta anos no dia 27 de fevereiro de 1710, em Hanôver e foi enterrada na Igreja de Santa Maria de Volfembutel, em Volfembutel. No mesmo ano, uma moeda comemorativa com o retrato da duquesa foi impressa no perfil, cercada pelo texto "SOPHIA AMALIA THEN: A NORWAY: AQUI: DVX SL: HOLS: BIG: ET DITH: C: I: O: E: D: / AUG: GUIL: DUCAT. BR: ET LUNEB: PR: - HEREDIS CONIUNX TEM DESIDERATIS: ». Seu marido se casou com Isabel Sofia Maria de Eslésvico-Holsácia-Nordeburgo (1683-1767) no final do mesmo ano.